# Ayenia mastatalensis
Ayenia mastatalensis är en malvaväxtart som beskrevs av C.L. Cristóbal och N. Zamora V.. Ayenia mastatalensis ingår i släktet Ayenia och familjen malvaväxter. Inga underarter finns listade i Catalogue of Life.